# Dezarie
Dezarie est une chanteuse reggae originaire de Sainte-Croix dans les Îles Vierges américaines. Elle s'est fait remarquer par des apparitions réussies sur des compilations ou des albums. En 2001, elle pose sur l'album Nemozian Rasta de Midnite (Production I Grade). L'année suivante, elle apparaît sur les compilations Culturellenium II, Weep Not et Talkin'Roots. Elle livre surtout son premier album Fya sur le label I Grade Records. On y trouve le groupe Midnite en backing band. Sorti en 2002, ce premier opus est produit par Laurent 'Tippy' Alfred.
Aux côtés de Mada nile et Sistah Joyce, Dezarie impose un reggae tout aussi roots et posé que militant et inspiré. En 2003, elle ré-édite sa collaboration avec le groupe Midnite et confirme son talent avec Gracious Mama Africa. Dezarie écrit ses textes en se focalisant sur des thèmes conscious[Quoi ?]. Par l'originalité de son écriture, ses lignes vocales et son timbre d'une clarté absolue, elle ne peut que séduire les amateurs de roots. Son inspiration vient des années 1970. À la différence de la plupart des artistes de Sainte-Croix, son reggae se veut plus brut, sans ajouts digitaux.

## Albums
- Fya (2002)
- Gracious Mama Africa (2003)
- Eaze the pain (2008)
- The Fourth Book (2010)
- Love In Your Meditation (2014)
- Guardian (2024)

The Fourth Book (2010) : http://205.196.121.230/e2dbkpy2adtg/ib8dypsna41vady/Dezarie-The_Fourth_Book-2010+by+thug+family.rar